# Taipi
Taipi: un edén canibal (título original en inglés: Typee: A Peep at Polynesian Life) es el primer libro del escritor estadounidense Herman Melville. Fue publicado primero en Londres y luego en Nueva York el año 1846. Es considerado un clásico de la literatura de viajes, está parcialmente basado en las experiencias reales de Melville en la isla Nuku Hiva el año 1842 y complementado libremente del contenido de otras obras. Este libro fue el trabajo más popular de Melville, incluso lo hizo conocido como "el hombre que vivió entre los caníbales".
El título Taipi (en inglés: Typee) proviene del nombre de la provincia Tai Pi Vai.

## Publicación
Taipi fue publicada por primera vez en Londres por la Editorial John Murray el 26 de febrero de 1846 y luego fue publicada en Nueva York por la entonces llamada Editorial Wiley & Putnam el 17 de marzo de 1846. Siendo así el primer libro de Herman Melville y el que lo transformó abruptamente en uno de los escritores estadounidenses más conocidos.
A pesar de que fue la misma versión la publicada en Londres y Nueva York como primera edición, Melville omitió importantes referencias a los misioneros y al cristianismo en la segunda edición estadounidense, a petición del editor. Ediciones posteriores incluyeron la "Secuela: Historia de Toby", escrita por Melville explicando qué pasó con Toby.
- Datos: Q2463076
- Multimedia: Typee / Q2463076